# اسپیندل (ماشین‌ابزار)
در ماشین‌ابزارها، اسپیندل (Spindle) یک محور چرخان است که بخش اصلی سیستم حرکتی دستگاه را تشکیل می‌دهد و معمولاً در مرکز آن یک شافت (Shaft) قرار دارد. خود این شافت را نیز «اسپیندل» می‌نامند، اما در کاربردهای کارگاهی، واژه‌ی اسپیندل به‌صورت مجازی به کل مجموعه‌ی دوّار اطلاق می‌شود؛ این مجموعه نه‌تنها شامل شافت، بلکه شامل یاتاقان‌ها و تمام اجزای متصل به آن (مانند سه‌نظام، کلت و غیره) نیز هست.
اسپیندل‌ها می‌توانند با نیروی برقی یا بادی (پنوماتیکی) کار کنند و در اندازه‌های مختلف ساخته می‌شوند. این ابزار از نظر نوع موادی که می‌توان با آن‌ها کار کرد، بسیار چندمنظوره هستند. مواد قابل‌ماشین‌کاری یا پردازش توسط اسپیندل‌ها تنها محدود به فلزات نیست و شامل موادی مانند پارچه‌های گلدوزی، فوم، شیشه، چوب و موارد دیگر نیز می‌شود
در صنعت، طراحی اسپیندل بسته به نوع کاربرد می‌تواند متفاوت باشد؛ مثلاً در ماشین‌کاری فلزات، اسپیندل‌ها نیاز به توان و گشتاور بالا دارند، درحالی‌که برای حکاکی روی چوب یا شیشه، سرعت دورانی بالا ولی توان نسبتاً کمتر کافی است. همچنین کیفیت یاتاقان‌ها، سیستم روانکاری و بالانس‌کردن دقیق اسپیندل نقش مهمی در دقت و طول عمر آن دارد.
یک ماشین‌ابزار ممکن است چندین اسپیندل داشته باشد؛ برای مثال، در یک تراش رومیزی، اسپیندل موجود در هِدستاک (Headstock) و اسپیندل موجود در تیل‌استاک (Tailstock) هر دو جزء مجموعه محسوب می‌شوند. معمولاً اسپیندل اصلی (Main Spindle) بزرگ‌ترین و مهم‌ترین آن‌هاست. زمانی که در متون یا مکالمات فنی واژه‌ی «اسپیندل» بدون توضیح بیشتر استفاده شود، به‌طور پیش‌فرض منظور همان اسپیندل اصلی است.
برخی ماشین‌ابزارها که برای تولید انبوه و با تیراژ بالا طراحی شده‌اند، دارای چند اسپیندل اصلی هستند؛ این تعداد ممکن است ۴، ۶ یا حتی بیشتر باشد. به این دستگاه‌ها ماشین‌های چنداسپیندله (Multispindle Machines) گفته می‌شود. به‌عنوان نمونه، دریل‌های گروهی (Gang Drills) و بسیاری از ماشین‌های پیچ‌تراشی خودکار (Screw Machines) از نوع چنداسپیندله هستند.
با این حال، دستگاه تراش رومیزی با وجود داشتن بیش از یک اسپیندل (اگر اسپیندل تیل‌استاک را هم حساب کنیم) به عنوان «چنداسپیندله» شناخته نمی‌شود، زیرا تنها یک اسپیندل اصلی دارد و سایر محورها نقش فرعی ایفا می‌کنند.

## نمونه‌هایی از کاربرد اسپیندل‌ها
- در دستگاه تراش (چه تراش چوب و چه تراش فلز)، اسپیندل قلب هِدستاک به‌شمار می‌رود و وظیفه انتقال حرکت دورانی به قطعه‌کار یا ابزار را بر عهده دارد.
- در ماشین‌های چوب‌بری با تیغه دوّار، اسپیندل بخشی است که تیغه‌های فرز شکل‌دار (Shaped Milling Cutters) روی آن نصب می‌شوند تا عملیات ایجاد ویژگی‌های خاص مانند زبانه‌ها (Rebates)، طرح‌های نیم‌گرد یا مهره‌ای (Beads) و انحناها (Curves) بر روی پروفیل‌ها، قالب‌ها و سایر محصولات مشابه انجام شود.
- در ماشین‌ابزارهای فلزکاری با تیغه دوّار (مانند فرزهای عمودی و افقی یا دریل‌های ستونی)، اسپیندل همان شافت اصلی است که ابزار برش (مانند مته یا تیغه فرز) به آن متصل می‌شود؛ اتصال می‌تواند از طریق سه‌نظام، کولت یا سایر مکانیزم‌های نگهدارنده باشد.
- انواع مختلف اسپیندل‌ها شامل: اسپیندل‌های سنگ‌زنی (Grinding Spindles)، اسپیندل‌های برقی (Electric Spindles)، اسپیندل‌های مخصوص ماشین‌ابزار (Machine Tool Spindles)، اسپیندل‌های کم‌سرعت (Low-speed Spindles)، اسپیندل‌های پُرسرعت (High-speed Spindles) و نمونه‌های دیگر است.

هر نوع اسپیندل بسته به کاربردش، طراحی و ویژگی‌های متفاوتی دارد. برای مثال، اسپیندل‌های سنگ‌زنی باید دقت بسیار بالا و لرزش حداقلی داشته باشند، درحالی‌که اسپیندل‌های پرسرعت نیازمند سیستم روانکاری ویژه و بالانس دینامیکی دقیق هستند. همچنین انتخاب نوع یاتاقان (غلتشی یا هیدرودینامیکی) در عملکرد و طول عمر اسپیندل نقش کلیدی دارد.

## تصاویر اسپیندل‌ ها

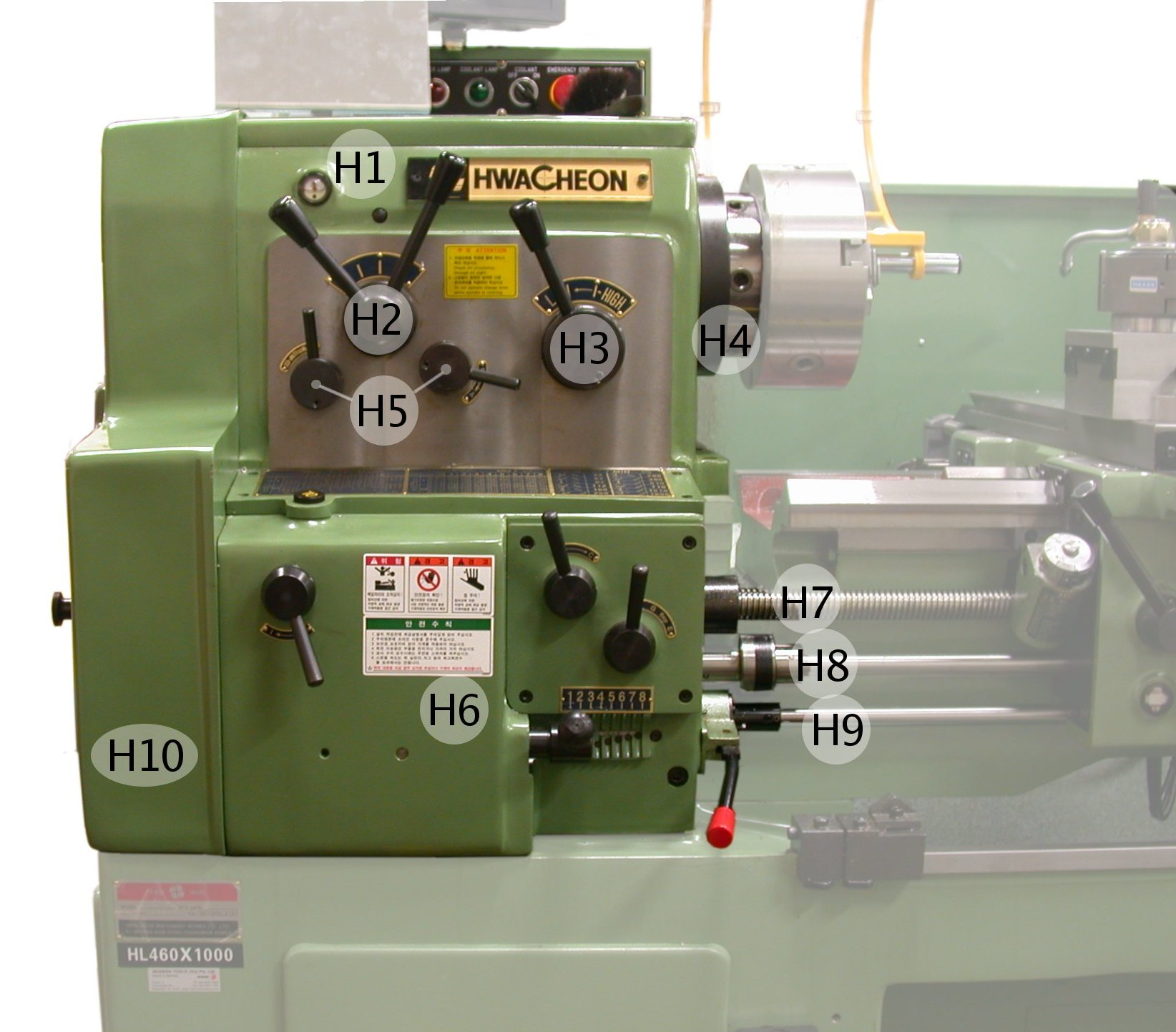
سر دستگاه تراش: H4 – اسپیندل

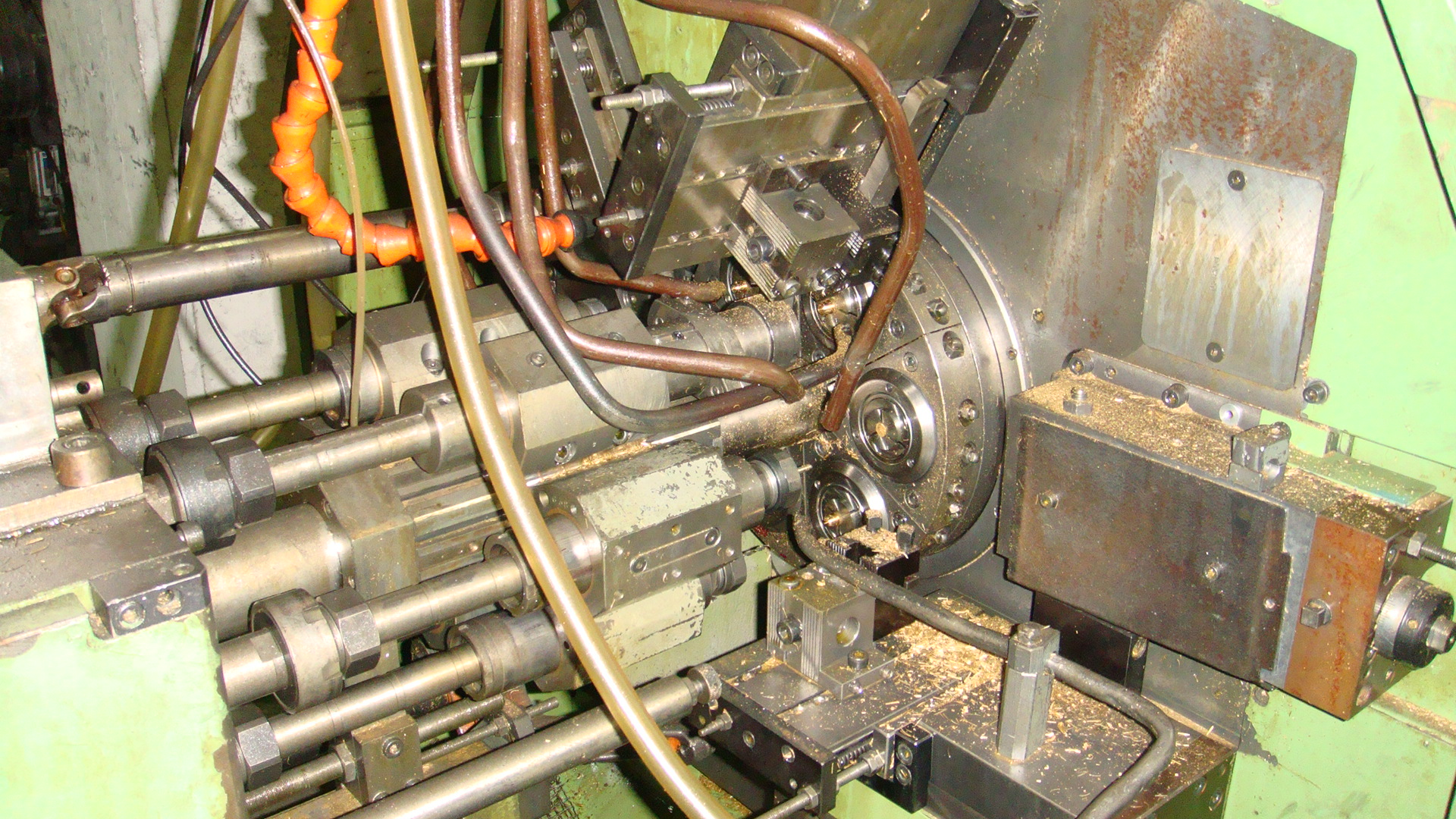
تراش چنداسپیندله

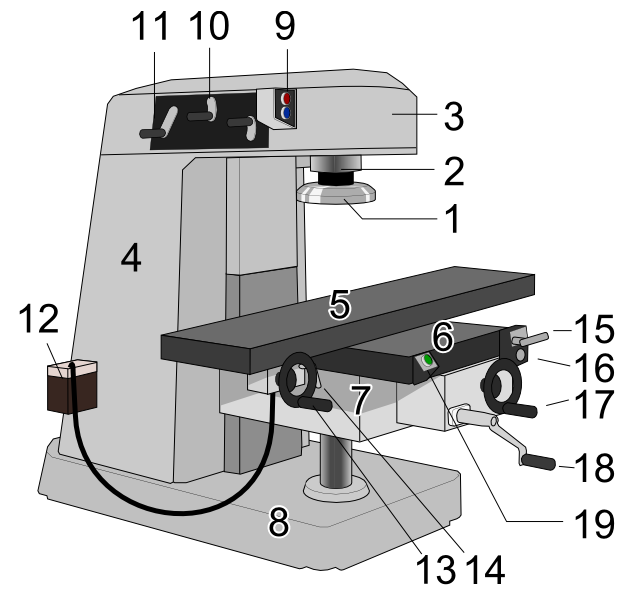
فرز عمودی (تک‌اسپیندل): #2 – اسپیندل

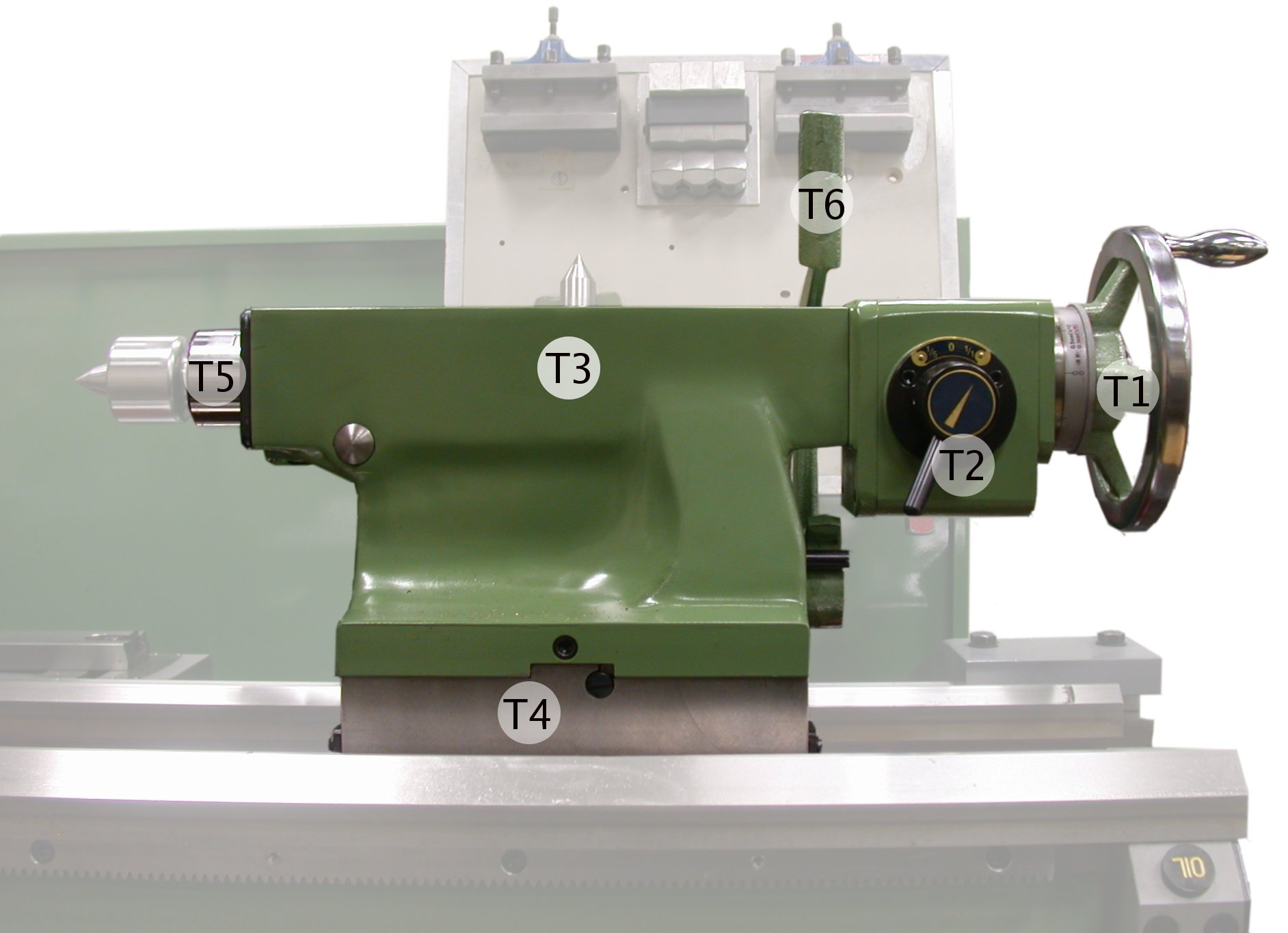
انتهای دستگاه تراش (تیل‌استاک): T5 – اسپیندل

## اسپیندل پُرسرعت
اسپیندل‌های پُرسرعت صرفاً در ماشین‌هایی مانند فرزهای CNC استفاده می‌شوند که برای کار روی فلزات طراحی شده‌اند. این اسپیندل‌ها معمولاً در دو نوع با طراحی متفاوت ساخته می‌شوند:

### ۱. اسپیندل با تسمه (Belt-driven Spindle)
این نوع اسپیندل شامل شافت اسپیندل و یاتاقان‌ها است که در محفظه اسپیندل قرار دارند و توسط یک موتور خارجی از طریق سیستم تسمه و پولی به حرکت درمی‌آیند.
- موتور خارجی: قابل تعویض است تا توان و گشتاور بالاتر ایجاد شود.
- حداکثر سرعت: ۱۲,۰۰۰ تا ۱۵,۰۰۰ دور در دقیقه (RPM)
- مزیت: اقتصادی و کم‌هزینه
- معایب: محدودیت سرعت حداکثر باعث محدودیت در کاربردها می‌شود (سرعت‌های بالا باعث سوختن سریع و محدودیت در توان و گشتاور محفظه می‌شوند).

### ۲. اسپیندل با موتور داخلی (Integral Motor Spindle)
در این نوع اسپیندل، موتور درون محفظه اسپیندل قرار دارد و جزئی اصلی سیستم است.
- موتور داخلی: توان و گشتاور محدود به دلیل فضای محدود داخل محفظه
- دامنه سرعت: ۲۰,۰۰۰ تا ۶۰,۰۰۰ دور در دقیقه (بسته به طراحی)
- مزیت: سرعت بالا کاربردهای بیشتری را ممکن می‌کند
- معایب: طول عمر حساس و وابسته به شرایط استفاده

هر دو نوع، یعنی اسپیندل تسمه‌ای و اسپیندل با موتور داخلی، بسته به طراحی خود مزایا و معایب خاصی دارند. انتخاب نوع مناسب بیشتر به هدف ماشین و محصولی که تولید می‌شود بستگی دارد.

## اسپیندل پُرگشتاور (High-Torque Spindle)
اسپیندل‌های پُرگشتاور علاوه بر افزایش کارایی در برداشتن ماده، مخصوصاً هنگام کار با مواد سخت و مقاوم مانند تیتانیوم، کاربردهای مهم دیگری هم دارند. افزایش گشتاور در این اسپیندل‌ها باعث می‌شود که حتی مواد دشوار برای ماشین‌کاری نیز با پایداری بیشتر و دقت بالاتر برش داده شوند.
مزایای اسپیندل‌های پُرگشتاور شامل:
- ماشین‌کاری مواد سخت: مانند تیتانیوم، فولاد آلیاژی، و سوپرآلیاژها که نیاز به توان و گشتاور بالا دارند.
- پایداری ابزار: گشتاور بیشتر باعث کاهش لرزش و ارتعاشات در طول برش می‌شود، که مستقیماً به دقت و کیفیت سطح قطعه‌کار کمک می‌کند.
- افزایش عمر ابزار: با کاهش ضربه و لرزش، ابزار برش دیرتر فرسوده می‌شود و طول عمر آن افزایش می‌یابد.
- قابلیت تولید قطعات پیچیده: برای عملیات دقیق روی قطعات با هندسه‌های ظریف یا عمق برش بالا مناسب است.

این نوع اسپیندل‌ها به‌ویژه در صنایع هوافضا، پزشکی، و خودروسازی اهمیت دارند، جایی که کار با مواد سخت و نیاز به دقت بالا همزمان وجود دارد. طراحی یاتاقان‌ها، سیستم خنک‌کننده و بالانس دقیق اسپیندل در عملکرد این دستگاه‌ها نقش حیاتی دارد.

## ماشین‌های CNC مورد استفاده با اسپیندل‌ها
نوع ماشین CNC که با اسپیندل استفاده می‌شود، بسته به کاربرد و نوع قطعه‌کاری متفاوت است. اسپیندل‌ها می‌توانند در ماشین‌های CNC مختلف نصب شوند و نقش مهمی در دقت، سرعت و کیفیت ماشین‌کاری ایفا کنند.
انواع رایج ماشین‌های CNC که با اسپیندل کار می‌کنند:
- فرزهای CNC (CNC Mills): برای ماشین‌کاری پیچیده فلزات و مواد سخت، ایجاد سطوح صاف و برش دقیق روی قطعات سه‌بعدی.
- تراش‌های CNC (CNC Lathes): برای ماشین‌کاری قطعات استوانه‌ای یا مخروطی، شامل برش، رزوه‌زنی و سوراخ‌کاری.
- برش پلاسما CNC (CNC Plasma Cutters): برای برش ورق‌های فلزی با دقت و سرعت بالا، مناسب برای ورق‌های ضخیم.
- ماشین‌های EDM (Electrical Discharge Machining): برای ایجاد شکل‌های پیچیده روی فلزات سخت بدون تماس مستقیم ابزار با قطعه.
- جت‌های آب CNC (CNC Water Jets): برای برش انواع مواد، از فلزات تا شیشه و سنگ، با استفاده از جریان پر فشار آب یا آب همراه با مواد ساینده.

توضیح تکمیلی:
انتخاب نوع ماشین CNC برای اسپیندل به نوع ماده، دقت مورد نیاز، سرعت تولید و شکل هندسی قطعه بستگی دارد. برای مثال، اسپیندل پُرسرعت بیشتر در فرزهای CNC و تراش‌ها استفاده می‌شود، در حالی که اسپیندل‌های پرگشتاور ممکن است در ماشین‌هایی که مواد سخت یا ضخیم را برش می‌دهند، کارایی بیشتری داشته باشند. همچنین هماهنگی بین نوع اسپیندل و سیستم کنترل CNC برای رسیدن به کیفیت سطح بالا و طول عمر ابزار حیاتی است.

## جستار وابسته
سه‌نظام
دستگاه تراش فلز
فرز برش
مته